# 노다지 (드라마)
《노다지》는 1986년 10월 25일부터 1987년 5월 31일까지 방영된 KBS1 대하드라마이다. 소설가이자 언론인인 선우휘의 장편소설 《노다지》를 원작으로 각색했다. 해당 작품 이후 <토지>까지 KBS의 대하드라마는 주말 밤 9시 40분에 방영됐다.

## 소개
1890년부터 1950년대까지 한 가족의 수난사를 통하여 대한민국의 근현대사를 그린 드라마

## 등장 인물
- 한혜숙 : 최실단, 오성희 역
- 김진태 : 김도흡 역
- 박혜숙 : 홍보금(김도흡의 후처) 역
- 하희라 : 웃간네(김도흡의 처) 역
- 임성민 : 김수인(김도흡의 장남) 역
- 김영철 : 변원해(김수인의 친구) 역
- 최재성 : 김수신(김도흡의 차남) 역
- 김향숙 : 김옥희(김도흡의 딸) 역
- 배종옥 : 정소월(김수인의 처) 역
- 김인태 : 김도흡 부친 역
- 임병기 : 오창기(최실단의 남편, 오성희 양부) 역
- 이낙훈 : 윤하섭(윤호식 부친) 역
- 정해창 : 대장장이 최 대장(최실단 부친) 역
- 문오장 : 고씨 역
- 사미자 : 향촌 부인(윤호식 모친) 역
- 김흥기 : 마쓰다 역
- 문창길 : 윤호식 역
- 이덕희 : 이수희(윤호식 부인) 역
- 김기섭 : 임중섭(오성희 부친) 역
- 고광우
- 백준기 : 요시다 역
- 신동훈 : 이기욱 역
- 이한위
- 이수연 : 웃간네 모친 역
- 기정수 : 친일 군인 우찌노 역
- 진봉진 : 주재소 부소장 역
- 양일민 : 사가 의원 한의사 역
- 유종근 : 일본 순사 역
- 최창호 : 뱃사공 양 서방 역
- 신수강 : 살살이네(변원해 모친) 역
- 김봉근 : 변 목수(변원해 부친) 역
- 권기선 : 최화경 역
- 조민수 : 탄실이 역
- 최선자 : 소련군 소좌 아나슈카 역
- 김성녀 : 음전네 역
- 박건식 : 기다 타케오 역
- 전원주 : 김숙자(채원이 모친) 역
- 김현주 : 채원이 역
- 박현정 : 당골네(탄실이 모친) 역
- 김종구 : 칠성이 역
- 이효정
- 선우재덕
- 안승훈
- 황범식 : 황덕대 역
- 강효실 : 정한위 모친 역
- 유병한 : 달평이 역
- 방숙례 : 고목네 역
- 남윤정 : 여울네(이기욱 모친) 역
- 박영목 : 이 서방(이기욱 부친) 역
- 조연원
- 원석연 : 마쓰이(김옥희 남편) 역
- 양재성
- 김유행
- 홍승일
- 차두옥
- 윤용덕
- 전병옥
- 서영진
- 서상익
- 박승규
- 김종엽
- 윤성국
- 봉혜선
- 곽정희
- 홍유진
- 박재주 : 벨리 소령 역
- 김일란 : 고아원장 역
- 이제신 : 화양네 역
- 송석호 : 석이 아범 역
- 한경선 : 유월이 역
- 강영아 : 이월이 역
- 이혜정 : 윤혜정(윤호식의 딸) 역
- 이대명 : 김명하(김수인의 아들) 역
- 조정구 : 붙들이 역
- 김람호 : 훈이 역
- 임희숙 : 메이화 역 (특별출연)

## 수상
- 1987년 제23회 백상예술대상 TV부문 여자 최우수 연기상 한혜숙
- 1987년 제14회 한국방송대상 우수작품상(국무총리상)[2]
- 1987년 제14회 한국방송대상 TV 여자연기상 한혜숙[2]
- 2005년 제32회 한국방송대상 공로상 (이종수 PD)(KBS에서는 <노다지>(1TV) <야망의 세월>(2TV)(SBS 이적(91년 3월 19일)으로 중도하차) 外 연출 SBS <홍소장의 가을> 外 연출)[3]

## 참고 사항
- 한혜숙은 1인 2역의 연기를 펼쳤는데, 1부에서는 실단 역, 2부에서는 실단의 딸 성희 역을 맡았다.[4]
- 한혜숙은 해당 드라마로 백상예술대상 TV부문 여자 최우수 연기상을 수상하였는데, 이는 연기 생활 16년 만에 수상한 본상이었다.[5]